# Примож Роглич
Примож Роглич (на словенски: Primož Roglič; роден на 29 октомври 1989 г.) е словенски състезателен колоездач, който се състезава за екипа на UCI WorldTeam Jumbo – Visma.
Роглич започва кариерата си като ски скачач, но след това преминава към колоездене. Той е световен състезател номер 1 за 2020 г. в класацията на UCI World Ranking, след като заема най-високото място за общо 47 седмици (трети за всички времена). Завършва сезона два пъти като номер едно.
През 2017 г. Роглич става първият словенец, спечелил етап от Тур дьо Франс. През септември 2019 г. Роглич печели Обиколката на Испания, ставайки първият словенец, спечелил състезание от Grand Tour.